# Rudyerd Boulton
Rudyerd Boulton (Beaver, Pennsylvania in de VS, 1901  -  Zimbabwe, 1983) was een Amerikaanse ornitholoog. Hij was onder andere museumornitholoog verbonden aan natuurhistorische musea in New York, Pittsburgh en Chicago. Hij was gespecialiseerd in de vogels van Afrika. Hij was deelnemer aan diverse wetenschappelijke expedities door Afrika en Noord-, Midden- en Zuid-Amerika. Tijdens de Tweede Wereldoorlog trad hij in dienst van de US  intelligence  and  espionage agency. Hij was betrokken bij de geheime invoer van uranium uit het Kongogebied. In 1958 werd hij gepensioneerd en verhuisde hij naar het toenmalige Zuid-Rhodesië. Daar stichtte hij een boerderij en ecologisch onderzoekcentrum even buiten de stad Salisbury (na 1982 Harare). De laatste jaren van zijn leven bracht hij door op zijn boerderij. Hij is de soortauteur van vier soorten vogels, waaronder de angolalangsnavelzanger (Macrosphenus pulitzeri) en vijf ondersoorten.
- Gemeinsame Normdatei: 1029693668
- International Standard Name Identifier: 0000 0001 1846 8507
- Library of Congress Control Number: no2011032998
- Nederlandse Thesaurus van Auteursnamen: 129630691
- Virtual International Authority File: 169589131
- WorldCat: E39PBJtMqmRD7c9ppy9B6jWRrq